# Spital St. Jerusalem
Das Spital St. Jerusalem ist ein mittelalterlicher Bau im vormaligen Marienburg in Westpreußen, heute Malbork in der Woiwodschaft Pommern in Polen. Der Bau wird gegenwärtig als Zentrum für polnisch-deutsche und internationale Begegnungen genutzt.

## Geschichte
Die früheste schriftliche Erwähnung des Spitals stammt aus dem Jahr 1528. Während des Polnisch-Schwedischen Kriegs (1600–1629) wurde das Gebäude durch Feuer zerstört und um 1692 wieder aufgebaut. Weitere Spitäler in Marienburg waren das St. Georgen-Spital und das Heiliggeist-Spital. Das seit der Reformation nur zur Aufnahme von Protestanten bestimmte Spital wurde zu Beginn des 20. Jahrhunderts aufgelöst und zum Wohnhaus umgebaut. Es überstand die Kampfhandlungen Ende des Zweiten Weltkriegs 1945 und die nachfolgende Übernahme der Stadt durch Polen infolge des Kriegs ohne größere Schäden. Eine unsachgemäße Renovierung in den 1960er Jahren führte zu erheblichen Schäden an der historischen Bausubstanz. Mit Unterstützung eines deutschen Fördervereins wird der Bau restauriert.

## Bauwerk
Das Bauwerk im südlichen Teil von Marienburg liegt außerhalb der mittelalterliche Stadtmauern an der Straße nach Stuhm. Im Osten und Süden des Baus befindet sich ein ehemaliger Friedhof. Das Gebäude aus der Renaissance wurde mit Anbauten aus dem 20. Jahrhundert erweitert. Der zweigeschossige Baukörper ist in einigen Abschnitten unterkellert. Er ist mit einem Satteldach bedeckt, das im Norden und Süden von Ziergiebeln abgeschlossen wird. Die südliche Stirnwand wird durch drei massive Strebepfeiler verstärkt. Die vordere, westliche Fassade hat im Erdgeschoss sieben und im ersten Stockwerk acht Achsen. Die Geschosse werden durch ein profiliertes Gesims getrennt, das von einer deutlich vorspringenden Traufe gekrönt wird. Die östliche Fassade hat dagegen keine Gesimse und keine Traufe. Die seitliche Fassade weist im Erdgeschoss zwei Achsen auf, die durch ein Gesims getrennt sind, das in den fünfachsigen Giebel im ersten Stockwerk integriert ist.

## Nachweise
- Die Restaurierung des Jerusalem-Hospitals in Marienburg / Malbork. Förderverein Jerusalem-Hospital des Deutschen Ordens in Marienburg / Malbork e.V., abgerufen am 8. Juni 2025.
- Szpital Jerozolimski, ob. Centrum Spotkań Polsko-Niemieckich i Międzynarodowych. Abgerufen am 8. Juni 2025.